# Teșcureni
Teşcureni è un comune della Moldavia situato nel distretto di Ungheni di 1.109 abitanti al censimento del 2004.